# Omissione di soccorso
L'omissione di soccorso, nell'ordinamento giuridico italiano, è un reato contro la persona, e più specificamente contro la vita e l'incolumità individuale. Si configura come un reato omissivo, nel quale il legislatore vuole reprimere il mancato compimento di un’azione giudicata come doverosa, indipendentemente dal verificarsi o meno di un evento come conseguenza di tale omissione.

## Disciplina normativa

### Codice penale
Il diritto penale italiano prevede la fattispecie all'art. 593 del codice penale, ma in particolare prevede due distinte ipotesi:
- Al primo comma, l'omissione consiste nel non dare avviso immediato all'autorità di aver trovato abbandonato o smarrito un fanciullo minore di anni dieci o altra persona incapace di provvedere a sé stessa.

In proposito, il termine utilizzato dal legislatore: "trovando" allude all'imbattersi nella persona in pericolo, attraverso un contatto materiale e diretto, solo un orientamento minoritario afferma la rilevanza della semplice conoscenza del fatto. La distinzione effettuata tra abbandono e smarrimento presuppone la volontarietà o meno del soggetto che sul minore ha un potere-dovere di custodia.
- Al secondo comma, del suddetto articolo l'omissione penalmente rilevante è quella di non prestare assistenza o di dare avviso all'autorità di aver trovato un corpo umano che sembri inanimato ovvero una persona ferita o altrimenti in pericolo.

Le aggravanti di tale norma penale derivano da eventuali lesioni personali. La pena è aumentata ex art. 64 c.p. se dal comportamento omissivo colpevole derivano lesioni, mentre nel caso di morte del soggetto in pericolo la pena è raddoppiata.
I due obblighi di avviso o di prestare soccorso tuttavia non costituiscono la possibilità di tenere due condotte alternative in quanto l'obbligo di darne avviso all'Autorità ricorre esclusivamente qualora non sia possibile prestare effettiva assistenza. Tali obblighi tuttavia cessano nel caso in cui un soggetto, per la sua età o per le sue condizioni sia impossibilitato a adempierli.
La norma ha subito una recente modifica dalla legge 9 aprile 2003, n. 72 tesa da un lato a un inasprimento del trattamento sanzionatorio, dall'altro sottraendone la competenza al giudice di pace.

### Le novità introdotte dalla legge n. 72/2003
La legge 9 aprile 2003, n. 72 ha apportato le modifiche al codice penale italiano e al decreto legislativo 30 aprile 1992, n. 285, in materia di omissione di soccorso. Essa introduce l'allargamento della fattispecie nell'ambito della circolazione stradale. La norma è stata pubblicata nella Gazzetta Ufficiale n. 88 del 15 aprile 2003.
Le principali modifiche possono essere così riassunte:
1. Al primo comma dell'art. 593 del Codice Penale, le parole: "è punito con la reclusione fino a tre mesi o con la multa fino a lire seicentomila" sono sostituite dalle seguenti: "è punito con la reclusione fino a un anno o con la multa fino a duemilacinquecento euro".
2. All'articolo 189 del decreto legislativo 30 aprile 1992, n. 285, sono apportate le seguenti modificazioni: a) il comma 5 è sostituito dal seguente: "5. Chiunque, nelle condizioni di cui al comma 1, non ottempera all'obbligo di fermarsi in caso di incidente, con danno alle sole cose, è soggetto alla sanzione amministrativa del pagamento di una somma da duecentocinquanta euro a mille euro. In tale caso, se dal fatto deriva un grave danno ai veicoli coinvolti tale da determinare l'applicazione della revisione di cui all'articolo 80, comma 7, si applica la sanzione amministrativa accessoria della sospensione della patente di guida da quindici giorni a due mesi, ai sensi del capo I, sezione II, del titolo VI";
b) il comma 6 è sostituito dal seguente: "6. Chiunque, nelle condizioni di cui al comma 1, in caso di incidente con danno alle persone, non ottempera all'obbligo di fermarsi, è punito con la reclusione da tre mesi a tre anni. Si applica la sanzione amministrativa accessoria della sospensione della patente di guida da uno a tre anni, ai sensi del capo II, sezione II, del titolo VI. Nei casi di cui al presente comma sono applicabili le misure previste dagli articoli 281, 282, 283 e 284 del codice di procedura penale, anche al di fuori dei limiti previsti dall'articolo 280 del medesimo codice, ed è possibile procedere all'arresto, ai sensi dell'articolo 381 del codice di procedura penale, anche al di fuori dei limiti di pena ivi previsti";
c) il comma 7 è sostituito dal seguente: "7. Chiunque, nelle condizioni di cui al comma 1, non ottempera all'obbligo di prestare l'assistenza occorrente alle persone ferite, è punito con la reclusione da sei mesi a tre anni. Si applica la sanzione amministrativa accessoria della sospensione della patente di guida per un periodo non inferiore ad un anno e sei mesi e non superiore a cinque anni, ai sensi del capo II, sezione II, del titolo VI";
d) dopo il comma 8 è inserito il seguente: "8-bis. Nei confronti del conducente che, entro le ventiquattro ore successive al fatto di cui al comma 6, si mette a disposizione degli organi di polizia giudiziaria, non si applicano le disposizioni di cui al terzo periodo del comma 6".
3. All'articolo 4 del decreto legislativo 28 agosto 2000, n. 274, sono apportate le seguenti modificazioni: a) al comma 1, lettera a), le parole: "593, primo e secondo comma," sono soppresse; b) al comma 2, lettera q), le parole "e 189, comma 6," sono soppresse.

## Nel codice della strada
Il Codice della strada all'art. 189 regola il comportamento degli utenti della strada in caso di incidente (imponendo, in primo luogo, di fermarsi).
Qualora qualcuno, a seguito dell'incidente, abbia riportato delle lesioni, l'inosservanza di tali obblighi è sanzionata penalmente.

### I soggetti responsabili
Il vecchio Codice della Strada imponeva determinati comportamenti al “conducente, in caso di investimento di persona”. L'art. 189 del nuovo Codice – innovando positivamente la norma, in modo tale da estenderne la portata applicativa e da chiarire alcuni dubbi interpretativi – disciplina, viceversa, gli obblighi imposti a tutti gli utenti della strada in caso di incidente che sia comunque ricollegabile al loro comportamento. Tenuto conto della lettera della legge e seguendo l'evoluzione normativa e giurisprudenziale della fattispecie, il soggetto attivo del presente reato deve quindi individuarsi, in primo luogo, nel conducente del mezzo coinvolto in un incidente stradale in cui taluno abbia subito dei danni fisici (qualora il sinistro abbia provocato soltanto danni alle cose, permangono i medesimi obblighi, ma la loro violazione integra una semplice sanzione amministrativa).
Al conducente devono nondimeno aggiungersi tutti gli altri “utenti della strada”, ogni volta che un loro comportamento (peraltro, non necessariamente illecito) abbia dato causa a un incidente con feriti, e, quindi, anche il pedone (che, per esempio, abbia attraversato una strada urbana lontano dagli attraversamenti zebrati e abbia avuto uno scontro con un ciclomotore o una bicicletta, il cui guidatore sia rimasto ferito) e persino il trasportato a bordo di altro veicolo (ad esempio, il passeggero di un'auto o di una moto che, per scherzo o per imprudenza, sporgendosi o in altro modo, abbia colpito un pedone o abbia comunque causato il sinistro).
Benché la norma tenda a estendere la portata applicativa dell'obbligo di prestare soccorso, il requisito per cui l'utente della strada deve avere un comportamento (anche non illecito) riconducibile all'incidente, esclude dalle sanzioni amministrative e penali condotte degli utenti della strada non coinvolti e moralmente deprecabili: come quella di quanti "lasciano" i feriti per strada a loro volta (senza segnalarne la presenza e chiamare/prestare soccorso), già in presenza di omissione di soccorso da parte di chi ha una condotta riconducibile all'incidente.

### Le condotte punite
L'art. 189, per quanto penalmente rilevante, disciplina obblighi di duplice natura (che rispondono infatti a due finalità distinte, come è chiaramente desumibile dalla previsione di due diverse norme incriminatrici – rispettivamente ai comma 6 e 7 – con due diverse pene edittali).
Da una parte, l'utente della strada (nel senso sopra meglio precisato) deve comunque fermarsi, al fine di permettere agli operanti di identificare lui e il suo veicolo (e, in genere, di procedere a tutti gli opportuni accertamenti di fatto). Dall'altra, è altresì necessario che costui faccia quanto in proprio potere per prestare l'assistenza occorrente alle persone ferite (delitto più grave, anche come sanzione prevista, poiché evidentemente l'integrità fisica è protetta in maniera più stringente della efficacia delle investigazioni, anche se, dopo la novella del 2003, che ha irrigidito notevolmente le pene, questa differenza si è notevolmente ridotta, limitandosi soltanto a un più basso minimo edittale).
I due distinti reati normalmente concorrono (ma, secondo una minoranza di interpreti, il delitto più grave assorbe il minore); ad esempio, Tizio investe un pedone e si allontana, senza fermarsi, e così viola entrambe le disposizioni in esame. Non può escludersi, però, quantomeno in astratto, che sia commesso uno solo dei due delitti (ad esempio, Tizio si ferma e offre ogni utile indicazione agli operanti, ma si astiene immotivatamente dal soccorrere il ferito; oppure Tizio carica velocemente a bordo della propria vettura il pedone investito, si allontana velocemente e lo lascia davanti al pronto soccorso, poi dileguandosi senza farsi riconoscere).

### L'elemento psicologico
Il legislatore del 1993 ha disegnato i due reati in argomento come delitti dolosi (mentre il Codice previgente prevedeva la fuga come contravvenzione e l'omessa assistenza come delitto). Occorre pertanto per integrare le due fattispecie la piena consapevolezza in capo al presunto autore del fatto stesso che ci sia stato un incidente, che questo sia a lui ricollegabile e che taluno abbia riportato lesioni personali e abbia conseguentemente bisogno di assistenza, unitamente alla volontà di non fermarsi e di non prestare soccorso.
Alcune pronunce, particolarmente rigorose (ma ragionevolmente fondate sulla argomentazione per cui la diversa interpretazione limiterebbe illogicamente l'ambito di operatività della fattispecie ai soli casi di macroscopica e immediata evidenza di lesioni o di morte), affermano tuttavia che, trattandosi di un reato omissivo di pericolo, il dolo debba investire il solo evento dell'incidente comunque ricollegabile al comportamento del conducente e non anche il danno alle persone (quale avvenimento esterno, distinto sia dalla condotta criminosa sia dall'evento tipico, che costituisce la condizione obiettiva di punibilità).
In ogni caso, quando il conducente consapevolmente rifiuti di accertare la sussistenza degli elementi in presenza dei quali il suo comportamento costituisce reato, a titolo di dolo eventuale, essendosi accettato il rischio che si siano verificati eventi lesivi. Resta quindi esclusa la punibilità soltanto per i casi di semplice responsabilità colposa, quando cioè l'allontanamento sia effetto di negligenza, imperizia, inosservanza di norme o addirittura di mancata percezione o di mancata conoscenza della situazione di fatto che è alla base dell'obbligo di fermarsi (ad esempio, il guidatore disattento o distratto non si avvede che, omettendo di dare la precedenza ad altro veicolo, ne ha costretto il conducente a una brusca frenata, seguita dal tamponamento da parte di un terzo soggetto).

### Casistica
Avuto riguardo alla funzione della norma, non si può ritenere “fermato” o comunque ottemperante alle disposizioni di legge, chi si soffermi brevemente sul luogo del sinistro e poi se ne allontani, senza essere stato identificato ovvero senza che sia stata rilevata la targa del veicolo. Del pari, risponde del delitto in questione anche chi lascia sul posto l'autovettura (con i documenti) e si allontana a piedi, dal momento che, evidentemente, a séguito di un simile comportamento, permangono dubbi e difficoltà di non poco momento in merito all'identità del conducente e alla dinamica dei fatti (esclude però la punibilità del reato di cui al comma 7, permanendo quella di cui al comma 6, il fatto che il conducente deleghi ad altri – che siano idonei e che accettino – i compiti di assistenza, prima di darsi alla fuga).
È dubbio – ma in genere si propende per la risposta negativa – se il reato di cui al comma 7 sussista anche nel caso di assenza di lesioni (è stato ritenuto insussistente il reato dove l'infortunato si era rialzato subito, senza farsi identificare e mancava agli atti un qualsiasi certificato medico che attestasse le eventuali lesioni subite) oppure in cui l'assistenza sia stata immediatamente prestata da altri soggetti ovvero l'investito sia morto sul colpo (cosicché non sarebbe comunque stata di fatto possibile assistenza alcuna).
Poiché, però, tali fatti devono essere accertati prima che l'indagato si allontani dal luogo dell'incidente, il reato è configurabile tutte le volte che questi non si fermi e si dia alla fuga a nulla rilevando che in concreto l'assistenza sia stata prestata da altri, se l'investitore ignori la circostanza essendo fuggito. Non si è esonerati dall'obbligo di assistenza sulla sola base di una presunta carenza di cognizione mediche. Se è vero che maldestre cure sanitarie possono rilevarsi più nocive di una totale omissione di soccorso, si ritiene concordemente che l'assistenza imposta dalla norma possa essere prestata anche in modi diversi (richiedere o far richiedere l'intervento di professionisti, provvedere al loro trasporto in ospedale con mezzi propri o altrui, curare che i feriti intrasportabili non siano investiti da altri veicoli, ecc.). Il codice penale italiano prevede la pena della reclusione fino a un anno o con la multa fino a 2.500 euro “chi, trovando un corpo umano che sia o sembri inanimato, ovvero una persona ferita o altrimenti in pericolo, omette di prestare l'assistenza occorrente o di darne immediato avviso all'autorità. Se da siffatta condotta del colpevole deriva una lesione personale, la pena è aumentata; se ne deriva la morte, la pena è raddoppiata” (art. 593, commi 2 e 3).
Appare evidente la diversa portata delle due norme e la precisa intenzione della legge speciale di intensificare la tutela della vita e della incolumità personale in un settore ad alto rischio come quello della circolazione stradale. In caso di sinistro stradale, si prescinde, infatti, dal “ritrovamento” (concetto in qualche modo ambiguo e in ogni caso non applicabile a chi abbia provocato direttamente o indirettamente la lesione) e, a ogni buon conto, è sensibilmente maggiore la pena prevista. Secondo la Suprema Corte, tuttavia, integra il reato di omissione di soccorso previsto dal codice penale la condotta dell'automobilista che, imbattutosi in un incidente stradale, si allontani da tale luogo dopo essersi fermato e avere avvisato telefonicamente la competente autorità di polizia, in quanto, ai fini della prestazione della “assistenza occorrente”, non è sufficiente contattare la polizia e le autorità sanitarie, ma occorre anche presidiare il luogo dell'incidente allo scopo di adottare tutte le cautele necessarie a limitare il danno riportato dalla vittima, e soprattutto a scongiurare la sua esposizione al pericolo di essere investito ulteriormente da parte di altri veicoli.

## Nel diritto marittimo

### In Italia
Il reato di omissione di soccorso è sancito dall'articolo 1113 del Codice della navigazione italiano, pur non avendo un riscontro nell'origine del diritto marittimo che furono le Tavole di Amalfi.